# 矢吹豪
矢吹 豪（やぶき ごう）は、日本の漫画家。

## 作品一覧
- スクラップド・プリンセス 逃亡者達の協奏曲

『月刊コミックドラゴン』および『月刊ドラゴンエイジ』（富士見書房）にて連載。単行本全3巻。
- Sh15uya

『特撮エース』（角川書店）第7号から第10号まで連載。
- 新世紀エヴァンゲリオンエヴァ&エヴァ2アンソロジー

新世紀エヴァンゲリオン2を元にしたアンソロジー『地球最後の男』（6ページ）を寄稿。
- バルドバレット イクリブリアム

『電撃G's Festival! COMIC』（アスキー・メディアワークス）Vol.1 - 2に掲載。
- 闘神都市III

『電撃G's Festival! COMIC』Vol.5から連載。
- ゼーガペインアンソロジー サンライズ公式ストーリー AI ALWAYSほか

『月刊コミック電撃大王』（アスキー・メディアワークス）にて掲載。一部作品を寄稿。
- ストリートファイター アート・コミック・アンソロジー

エンターブレインより2009年3月14日発売。 一部作品を寄稿。